# ChargeMan研！
《ChargeMan研！》是由Knack（現：ICHI公司）製作并在1970年代前半放送的日本電視動畫。簡稱「Char研」。於TBS電視台每週的星期一到星期五下午5點30分到40分的10分鐘之間放送，共有65話。採用1話完結型式。
於1974年在德間書店的《TV LAND》和秋田書店的《冒險王》兩本雜誌上各自連載漫畫版。

## 概要
在播放結束之後，有很長一段時間都沒有再被提起，不過在2000年代後半時，由於其奇妙的作畫、演出和故事劇情，被認為是有吐槽價值的珍貴作品而再次受到注目，在2ch和NICONICO等等網路社區掀起了热潮。2008年9月5日放送的NHK衛星第2頻道「The☆NetStar!」節目中播出了網路上的「ChargeMan研！」熱潮。根據製作人茂垣弘道（現STUDIO COMET Co.,Ltd.的執行董事）表示，由於本作1話的預算只有50萬日元，在隨便草率的製作下，才產生了這樣的作品。且據說由於本作開始製作時正值夏天，工作人員隨意地到海邊等地去玩樂，製作情況相當嚴苛。
在2010年8月21日，從最初的放送至今過了近40年，終於開放了官方網站。同年10月27日發行了官方原聲帶紀念專輯。

## 故事
在科學飛越式發展後的未來都市，計劃要侵略地球的杰拉魯星人攻打了過來。而主人公・泉研變身成ChargeMan，將從杰拉魯星人的威脅下進行保護地球進行作戰。

## 登場人物
配音的部份只知道是由的演員擔任，並不清楚誰是由誰配音。（另外人物順序並非登場順序）

### 主角和其夥伴
泉研
地球的夥伴・會變裝成ChargeMan研。需在有光的地方，才有變身能力。但是即便是一根火柴等非常有限的光線，也足以變身。
只要是為了守護地球，不管有多少犧牲也在所不惜，時常不顧人質而直接將杰拉魯星人的飛碟或基地摧毀的例子。
研的ChargeMan身份應該是保密的，不過當杰拉魯星人出現之後常做出在至親以外的人面前變身的魯莽行為。
一旦知道朋友是杰拉魯星人後就立刻射殺。就算杰拉魯星人沒有攻擊、抵抗，乃至逃亡，也照樣射殺。在有就某種意義上來看算是無情的正義英雄。
在有杰拉魯星人偽裝為人類演出的馬戲團中，直接判定馬戲團的團長及其他人員是杰拉魯星人，在對方尚未呈現原形的情況下射殺。
和研有關的登場人物除了常規角色之外幾乎都確定死亡。雖然有很多次都是只要研快速出手的話就能得救，不過幾乎都是見死不救。
每一回都會和敵人展開激烈的戰鬥，但很少遭到苦戰。
很容易被美人計所誘惑、討厭喝番茄汁之外、有時也會和巴里康玩鬧，展現純真的一面。
泉可隆
研的妹妹，在泉家是唯一一個金髮的。 由於身為正義夥伴泉研的妹妹，可隆多次陷入災難，例如被捉為人質，或是被操縱而試圖殺害研。
爸爸
研的父親。本業是醫生，不過妻子卻將其職業所遺忘了，而且實際上並沒有以醫生身份行動的場景。
把精神病院稱作「這種鬼地方」等等，可看出其發言在道德上大有問題。
有很多次開車的場景，不過有一定的機率會把人或馬撞飛（但被撞飛的都和杰拉魯星人有關）。
認識很多科學家和軍方的人物，有時候會支援研的任務。
對研有著極大的信賴，認同單獨前往和杰拉魯星人作戰的研並在旁邊默默守護著，不過當研被託負要回避大隕石撞上地球的事態的任務時大怒，擔心研的安全並想讓研謝絕掉。
在冒險王連載版中被描寫成開發了電磁箭（スペクトルアロー）等裝備的人物，完全沒有被描述成醫生。
媽媽
研的母親，雖然其丈夫是醫生，但她似乎不信任丈夫醫生的一面。
基本上是心地善良的人，不過有時可窺見其瘋狂的一面，如在女兒被操縱時，掌摑女兒使其清醒。又僅以「津津有味地喝蕃茄汁（研討厭蕃茄汁）」為由，正確地判定眼前的兒子是冒牌貨，並揚言將其殺掉。
容貌美麗，看不出是兩個小孩的母親。
巴里康
住在泉家的機器人。
不知道是因為被設計成老爺爺的風格，還是因為型號古老而被稱為「老爺爺機器人」。
在本作品屬於吉祥物的存在，但常受到過份的對待。
時常會有（被認為是要）讓觀眾感到急燥的行動。
巴里康的腳色設定並不安定。例如有時會在語尾唐突地接上「げす」，且對研的稱呼和自己的第一人稱用詞會不時改變。
不知是否因其為機器人，在泉一家中是唯一一個不會受到杰拉魯星人所準備的唱片的殺人旋律所影響的腳色。
偽裝成研的傑拉魯星人潛入家中時，是唯一一個以可靠的條件「在鏡子中照不出來」將冒牌貨拆穿的人。
渚老師
研通學的小學的老師，頗有姿色，喜歡穿著曝露的衣服，是研的所屬學級的導師。
在冒險王連載版中被換成另一個叫做「小百合老師（さゆり先生）」的角色，容貌、服裝和動畫版本完全不一樣。

### 杰拉魯星人
杰拉魯星人
以侵略地球為目的，來自即將滅亡的杰拉魯星。
顏面中央只有一個眼睛，會發射怪光線，以像鞭子般的手足攻擊敵人‧裝備了其他各種科學兵器。
另外，身體具有模仿‧變身成地球人姿態的能力。
杰拉魯星人也有不會映在鏡子或相機上的特徵。因此在光學機器直接介入的狀況下，由於其樣子無法以視覺補捉到的特徵，可利用這點來看穿其變身。
雖然以擁有比地球還先進500年的文明而自豪，為侵略那個地球時的作戰卻每次都繞遠路，總是一定被身為地球人的泉單方面得幹掉。
基本上受到ChargeMan研的一擊即死亡。
使用的宇宙船受到SkyRod號（スカイロッド号）的攻擊就被一掃而空，被普通的軍隊打到全滅，下場相當淒慘。
最大的目的為抹殺地球人、將地球入手，不過擁有對於想藉由破壞地球或暴動引起混亂者（地球人），不吝於出力協助的一面。
另外關於被阿爾法槍一擊必殺，在冒險王的漫畫版中被說明成是由於對火沒有抵抗力。
魔王
杰拉魯星人地球侵略軍的總司令官的存在。
和其他的杰拉魯星人不同，有兩個眼睛（和額頭上的東西加起來也可能有三個），手上有擁有特徵的手指。
從侵略地球將要滅亡的杰拉魯星召集夥伴，為了支配地球而重複著兇惡的作戰，不過在面臨地球的危機時主動對研提議聯手，脫出時讓部下優先脫出等等，頗有身為大將的風範。
在劇中聲稱地球的科學力落後自己星球500年，杰拉魯星的科學技術似乎相當進步。
儘管宣稱捨棄感情是杰拉魯星人的座右銘，在知道一位杰拉魯星人X-6號無法下手殺害研之後立刻大發雷霆等等，魔王本人的感情起伏似乎相當激烈。
有分析能力低落的時候，被部下詢問ChargeMan研的對策時以「不要管他！」一句話回絕掉。
曾經變身成名為「瞳（ひとみ）」的美少女直接使研陷入陷阱。

### 其他角色
星君
在第4話「謎之美少年」登場。
樣貌端正，在美式足球比賽時發揮了過人的運動能力，讓研和觀賽的人感到驚訝。
真面目是杰拉魯星人，把研引誘到沒有人的建築施工現場想將其暗殺，在ChargeMan的對手中算是善戰的，但還是被擊破。
在作中第一個把研的變身形容成「變裝」的也是他。
J-7號
接受了破壞城鎮的任務，以劍道場的師範代的身份潛入。
在和人類相處的途中喚醒了杰拉魯星人所沒有的心及感情，忠告說要停止侵略地球並取回杰拉魯星人也已丟去的東西，但被視為叛變遭到處刑。
對研來說是有如哥哥般的存在。
K-11號
在第44話「把研的冒牌貨幹掉！」登場。
變裝成研的樣子，計劃要暗殺掉泉一家的杰拉魯星人。
X-6號
在第8話「杰拉魯星人X-6號」登場。
盤算要將研暗殺，不過由於在該作戰中，即將被倒下的樹壓到時被研救了一命而感受到了溫情，變得無法下手將研殺害。
此被視為是叛變，根據魔王的命令而遭受了處刑。
X-7號
在第53話「可疑的新娘」登場。
杰拉魯星人。
和人類的海底局技師山田訂下婚約，不過其目的為「在杰拉魯星人的海底基地被發現之前，將新型潛水艇爆破」。
但是，被懷疑其動向的研給打倒了。
雄一少年
在第25話「拯救雄一少年！」登場。
為了排解由雙親所引起的家庭不和的鬱悶，持續在見到的美滿家庭的房子放火的少年。
為了被杰拉魯星人看見了放火的現場，被抓住了把柄一事向泉一家求助。
事件解決後家庭環境改善，而且沒有他因為放火而被問罪的場景。
惠里香
在第58話「惡魔的馬戲團」登場。
為馬戲團中的馴獸師的少女，給觀眾帶來歡樂。
但是其真面目為杰拉魯星人，計劃偽裝成馬戲團來襲擊研，不過失敗了。
奈緒子
在第26話「喪失記憶的少女」登場
被泉一家在開車中撞飛的少女。
由於其衝擊而喪失記憶，在和家族取得連絡之前暫時居住在泉一家。
劇中使用的名稱奈緒子是可隆所取的臨時的名字，並非本名。
在和研一起前往的遊樂場中現出其杰拉魯星人的原形，長著紫色的皮膚和獠牙，想將研從摩天輪上推落將其殺害。
但腳一滑從摩天輪上摔落至地面，爆炸而死。
長武君
在第33話「我的爸爸過時了？」登場。
憎恨其信奉時代錯誤的生活方式的父親的少年。
長武君的爸爸
在第33話登場。
以腰上纏著手帕、腳上穿著下馱的站姿生活在平房的中年男性。
討厭現代的生活方式，頑固地經營著舊式風格的生活。
想要貫徹舊式風格的生活方式，不過遭到行人狠狠地恥笑而意志消沉，在樹上綁上繩子想要上吊自殺但失敗了。
Tiger・M
在第63話「打倒殺人拳擊手！」登場。
在亞利桑那長大的世界重量級拳擊冠軍。
過去的戰積是50戰50KO，而且在過去的比賽中導致13人的選手死亡，被封為殺人拳擊手。
但是在和熊寅次郎的比賽中，被發覺在攝影師的成像平面上顯現不出來，因此被查明是杰拉魯星人。
被研打倒。
熊寅次郎
在第63話登場。
為拳擊手，不過敗在和Tiger・M壓倒性的實力差距下，於比賽中喪生。
留美子
在第41話「仙杜瑞拉的少女」登場。
為孤兒，進入某個家庭中當養女。
被該家中的繼母和義理的姐姐們欺負，不過靠著變裝之後的杰拉魯星人的力量參加了三郎的舞會，和他變成了親密的朋友。
三郎先生
在第41話登場。
研的朋友。其父親是航空公司的社長。
在自家中開舞會並邀請研和友人參加。
伏爾加博士
在第35話「在腦中有炸藥」登場。
正在東京灣上建設的海上工業都市的設計者，西德出身的科學家。
企劃了邀請代表日本的數十名學者的招待會。
在招待會開始之前順便經過的電影院遭到綁票，腦中被裝置了炸彈，當時的記億也被消去。
全部都是杰拉魯星人想要把招待會會場的科學家們一口氣全炸死的計劃，不過被趕來的研以自身能力發現了炸彈（代納邁），會場因此逃過一劫。
研解釋說伏爾加博士早已被殺害，現在存在的博士是「人類機器人」。
從SkyRod號把伏爾加博士向杰拉魯星人的交通工具投下，伏爾加博士和杰拉魯星人一同壯烈地被炸死。
精神病院的院長
在第23話「恐怖！精神病院」登場。
雖然是地球人不過妄想著要成為世界的帝王，接受杰拉魯星人的支緣，想要從經營的病院發射用來攻擊歐洲的大型飛彈。
但是被假裝成入院病患的研給阻止，最後以手槍自殺。
雖然是70年代的動畫但不知道為什麼持有和SIG SAUER P226相似的近代式自動手槍。
吉阪博士
和研的交流很深，代表日本的科學家
奇特的髮型和鬍鬚形狀為其特徵，不知為什麼穿著和皮膚一樣顏色的褲子。
也有被杰拉魯星人綁架，被威脅說出研的弱點的場面，但博士很強硬地回答說「研沒有弱點！」。
松本先生
在第62話「農業聯合工場的危機！」登場。
在農務局職勤，所屬為調查課。
在日本農業聯合工場之內的猛獁農場，相當於約一萬公頃的地域巡邏。
因為農家的連絡斷絕而向研求助，但遭到了杰拉魯星人的襲擊。
謎之女司機
在第40話「疾走！殺人高速公路」登場
對在高速公路駕駛中的研下挑戰，進行挑釁並衝撞攻擊研。
真面目是杰拉魯星人，計劃要暗殺掉研，不過在SkyRod號的攻擊下和杰拉魯星人夥伴們一起被炸死。
主播
在研一家人所看的新聞節目中登場的主播。聲音據推測為和旁白同一人。有許多如「搞不好是」或「如果想像一下的話」等等可視為是他自己的推測的發言，新聞內容也常常相當草率。
由於長得很像「天空之城」中的穆斯卡上校，在粉絲間也被稱為「穆斯卡」。
旁白
主要進行設施的解說。
其特徵為以裝熟的口吻對視聽者說話，有時候的解說則太過粗略。

## ChargeMan研的裝備
光譜箭
ChargeMan研的強化衣。可以吸收光的能量並轉換為力量。著裝暗號為「Charging Go!!」。在設定上為沒有光的話無法變身，不過只要有火花程度的光線，就算雙手雙腳都被綁起來了也可以變身(變裝)。在故事的進行上，研不管是處於何種狀態，只要一變裝，就可將當時的狀況化為無（例：變裝前為負傷狀態，變身(裝)後就治療好了）。
阿爾法槍
研只要一變身就會裝備在左手上的光線槍。殺傷力非常地強，基本上只要一命中對手就是一擊必殺。在第58話可得知，此槍不只有殺傷能力，也有麻醉（催眠）切換機能。為了演出等等的順利進行，常常有就連沒被打中的敵人也一起倒下去的畫面。
Visume腰帶
ChargeMan研的腰帶。變身(裝)期間會旋轉。能夠用來放射光線，或是在對付大量的傑拉魯星人時產生龍捲風以用來攻擊。
加德羅靴
ChargeMan研的鞋子。內藏火箭噴射機能。能夠讓研快速地奔跑、進行短時間的低空飛行，火箭噴射也能用來當作攻擊。
天空權杖號
ChargeMan研專用的乘坐飛行器。不論是在陸海空、甚至在宇宙空間都能飛行。並具有按一個按鈕就將乘坐在駕駛席旁的人投出機外的機能。。

## 工作人員
- 原作・角色設計 - 田中英二
- 企劃 - 西野清市
- 製作人 - 茂垣弘道
- 演出 - 三浦昇
- 構成・脚本 - 和久田正明、安藤豊弘、玉戸義雄
- 作畫監督 - 田中英二、水村十司
- 美術監督 - 加藤清
- 音樂 - 宫内国郎
- 配音演出 - 劇團近代座
- 動畫製作協助 - TAMA PRODUCTION CO.
- 製作 - Knack

## 主題曲
片頭曲「ChargeMan研！」（チャージマン研！）
作詞 - Knack企劃部 / 作曲・編曲 - 宫内国郎 / 歌 - 雲雀兒童合唱團（ひばり児童合唱団）
插入曲「研與可隆之歌」（研とキャロンの歌）
作詞 - Knack企劃部 / 作曲・編曲 - 宮内國郎 / 歌 - 皆川理（皆川おさむ）、雲雀兒童合唱團

## 各話標題
引用自：小學館「THIS IS ANIMATION(1) SF・ロボット・アクションアニメ編」
| 話数 | 副標題                                                  | DVD收錄順序 |
| ---- | ------------------------------------------------------- | ----------- |
| 1    | 危机！！儿童宇宙基地                                    | 5           |
| 2    | 千钧一发！！                                            | 2           |
| 3    | 蝶的大群飞舞                                            | 1           |
| 4    | 謎之美少年                                              | 3           |
| 5    | 恐怖！木乃伊乘著馬車而來                                | 4           |
| 6    | 怪奇宇宙植物園 （放送畫面中記為：怪奇!宇宙植物園）      | 6           |
| 7    | 西部男子・研!                                           | 10          |
| 8    | 傑拉魯星人X-6號                                         | 8           |
| 9    | 傑拉魯怪獸登場                                          | 9           |
| 10   | 巴里康大顯身手！                                        | 7           |
| 11   | 保護地球！                                              | 14          |
| 12   | 吃不到蔬菜沙拉                                          | 13          |
| 13   | 對決！海底都市                                          | 12          |
| 14   | 在黑夜中消失的大佛                                      | 11          |
| 15   | 美術館的怪異！                                          | 15          |
| 16   | 殺人唱片 恐怖旋律                                       | 18          |
| 17   | 找出研的秘密！                                          | 20          |
| 18   | 囚犯島大逃亡                                            | 16          |
| 19   | 銀行劫匪 可隆危險                                       | 19          |
| 20   | 交到女朋友了                                            | 17          |
| 21   | 送給可隆的禮物                                          | 22          |
| 22   | 定時炸彈傳送電視                                        | 21          |
| 23   | 恐怖！精神病院                                          | 25          |
| 24   | 機器人俱樂部的請柬                                      | 23          |
| 25   | 拯救雄一少年！                                          | 24          |
| 26   | 失去記憶的少女                                          | 29          |
| 27   | 燃燒的毒蘑菇之家                                        | 28          |
| 28   | 宇宙火箭Z9號                                            | 26          |
| 29   | 消滅時裝模特！                                          | 27          |
| 30   | 搭救塔上的可隆！                                        | 30          |
| 31   | 危機！爆炸1秒前                                         | 32          |
| 32   | 打開金庫的高手                                          | 35          |
| 33   | 我的爸爸過時了？                                        | 34          |
| 34   | SkyRod號 衝入地底！                                     | 31          |
| 35   | 腦袋裡有炸彈                                            | 33          |
| 36   | 戰慄！惡魔的醫院                                        | 36          |
| 37   | 挫敗劫機！                                              | 40          |
| 38   | 傑拉魯的偽友情作戰                                      | 39          |
| 39   | 美女機器人是暗殺使者                                    | 38          |
| 40   | 疾馳！殺人高速公路                                      | 37          |
| 41   | 灰姑娘                                                  | 43          |
| 42   | 空軍基地被盯上了！                                      | 44          |
| 43   | 從照相機的取景器裡看去！                                | 45          |
| 44   | 把研的冒牌貨幹掉！                                      | 41          |
| 45   | 當布穀鳥鐘指向三點                                      | 42          |
| 46   | 恐怖！白髮老婆婆的家                                    | 49          |
| 47   | 傑拉魯的大反擊                                          | 48          |
| 48   | 孤島的決鬥！                                            | 46          |
| 49   | 不良少年的真面目！                                      | 50          |
| 50   | 拯救孤兒中心！                                          | 47          |
| 51   | 棄犬科洛                                                | 54          |
| 52   | 炸毀海底油田！                                          | 55          |
| 53   | 奇怪的新娘                                              | 51          |
| 54   | 怪奇！蠟像館                                            | 52          |
| 55   | 在埃及遇到的傢伙                                        | 53          |
| 56   | 暴走！騎馬的研                                          | 56          |
| 57   | 南極遊樂園                                              | 57          |
| 58   | 惡魔的馬戲團                                            | 58          |
| 59   | 恐怖森林                                                | 60          |
| 60   | 大海嘯的襲撃                                            | 59          |
| 61   | 巴里康的舊友找上門來                                    | 63          |
| 62   | 農業聯合公司的危機                                      | 65          |
| 63   | 打倒殺人拳擊手！                                        | 64          |
| 64   | 爆炸！巨型控制塔 （放送畫面中記為：爆炸！巨型控制中心） | 62          |
| 65   | 勝利！ChargeMan研                                       | 61          |

## 播放時間
本作品的播放時間因為資料而有所不同。
2011年現在，ICHI(舊・Knack)官方網站上的「股份有限公司ICHI電視作品」上記載放送時期為1973年7月2日到12月28日。
目錄製作委員會（リスト制作委員会）在2000年編纂的『Animage 動畫小資料2000（アニメージュ アニメポケットデータ2000）』上記載的則同樣從是從1973年7月2日開始，不過到了9月28日就放送結束。
但是，在1973年7月報紙上的電視欄中本作放送的時間帶上寫著的是《漫畫大作戰（マンガ大作戦）》這個節目名稱，其餘皆無遭到確認，而『ChargeMan研！』的節目名稱則是在1974年4月開始才有登載，而且1974年4月發售的『TV LAND（テレビランド）』1974年5月號中《ChargeMan研！》被當作是新節目，同樣地『冒險王』也在1974年5月號中新連載本作的漫畫化版本，也存在像Animage編輯部篇《電視動畫25年史（TVアニメ25年史）》等等將初放送記載為1974年4月1日到6月28日的資料。
另外在2009年，記者眠田直針對以上1973年和1974年兩種說法的混亂向製作人茂垣弘道進行了確認，正確說法是本放送為1973年，不過對於1974年的雜誌相關事情發展的整合性則並不清楚細節。

## 再度爆紅成為迷因與二次創作風潮
由於該動畫充滿粗糙的畫風，以及詭異的配音及配樂，日本網友自2008年上傳至NICONICO動畫後，引起熱烈的討論，隨後開始有許多MAD職人剪接製作其惡搞影片（音MAD），也就是將動畫的片段以及聲音加上ACG音樂（如遊戲配樂、動漫主題曲等）進行混音，而每年的4月1日前日，也就是原作發行周年時，都會有片長較長的合作動畫產生。由於MAD作品之多，也引來NICONICO站方以及版權方的關注，2010年7月23日，許多惡搞作品被刪除，疑似是版權方所為，但在隔天所有被刪除的影片還是如雨後春筍般重新出現，現在已成為NICONICO網站上的知名迷因之一。

## 相關網站
- 「ChargeMan研！」官方網站（日語）
- 豆瓣电影上《ChargeMan研！》的資料 （简体中文）
- 互联网电影数据库（IMDb）上《ChargeMan研！》的资料（英文）
- （页面存档备份，存于） キチガイレコード戰慄のメドレー ～お許しくだ祭2013～【チャー研合作】 - ニコニコ動画
- （页面存档备份，存于） 【チャー研投稿祭'14】恐怖！こんなところ放送局【メドレー合作】
- （页面存档备份，存于） キチライブ！合作～あら、西木野君まだ早いですよ～
- （页面存档备份，存于） 廃液ウォッチ
- （页面存档备份，存于） きちれこ!!＃１５
- （页面存档备份，存于） キチガイレコード暴奏のメドレー ～お許しくだ祭2015～【チャー研合作】
- （页面存档备份，存于） キチガイレコード混沌のメドレー ～お許しくだ祭2015～【チャー研合作】
- （页面存档备份，存于） キチガイレコード爆団のメドレー ～お許しくだ祭2017～ 【チャー研合作】
- （页面存档备份，存于） 【音MAD】ご注文はボルガですか？